# Liste der Kulturgüter in Crans-Montana
Die Liste der Kulturgüter in Crans-Montana enthält alle Objekte in der Gemeinde Crans-Montana im Kanton Wallis, die gemäss der Haager Konvention zum Schutz von Kulturgut bei bewaffneten Konflikten, dem Bundesgesetz vom 20. Juni 2014 über den Schutz der Kulturgüter bei bewaffneten Konflikten sowie der Verordnung vom 29. Oktober 2014 über den Schutz der Kulturgüter bei bewaffneten Konflikten unter Schutz stehen.
Objekte der Kategorien A und B sind vollständig in der Liste enthalten, Objekte der Kategorie C fehlen zurzeit (Stand: 1. Januar 2023).

## Kulturgüter
| Foto |                                                                                        | Objekt | Kat. | Typ | Standort                                           | Beschreibung |
| ---- | -------------------------------------------------------------------------------------- | --- | ---- | --- | -------------------------------------------------- | ------------ |
| ja   | Datei hochladen · Wikidata zu Feenfels (Q29527690)                                     | Feenfels, Ruinen der mittelalterlichen Burg / Roches des Fées, ruines du château médiéval KGS-Nr.: 06853     | A    | G   | Mollens, Route de l’Aminona 606279 / 130459        |              |
| ja   | Datei hochladen · Wikidata zu Hotel und ehemaliges Sanatorium Bella Lui (Q29527686)    | Hotel und ehemaliges Sanatorium Bella Lui / Hôtel et ancien sanatorium Bella Lui KGS-Nr.: 10361              | A    | G   | Montana, Route du Zotzet 8 602690 / 128792         |              |
| BW   | Datei hochladen · Wikidata zu Kirche Saint-Maurice-de-Laques mit Pfarrhaus (Q29892008) | Kirche Saint-Maurice-de-Laques mit Pfarrhaus / Église de Saint-Maurice-de-Laques avec la cure KGS-Nr.: 06851 | B    | G   | Mollens, Route de l'Eglise 18 606548 / 128831      |              |
| BW   | Datei hochladen · Wikidata zu Kirche Saint-Georges (Q131279102)                        | Kirche Saint-Georges / Église Saint-Georges KGS-Nr.: 07224                                                   | B    | G   | Chermignon, Route de l’Église 10 602774 / 126151   |              |
| ja   | Datei hochladen · Wikidata zu Hochhaus Super-Crans (Q29892017)                         | Hochhaus Super-Crans / Tour Super-Crans KGS-Nr.: 14951                                                       | B    | G   | Randogne, Route de la Tour 10 604029 / 129764      |              |
| ja   | Datei hochladen · Wikidata zu Sanatorium bernois (Q114321566)                          | Berner Sanatorium / Sanatorium bernois KGS-Nr.: 17258                                                        | B    | G   | Montana, Impasse Palace Bellevue 1 603702 / 129117 |              |
| BW   | Datei hochladen · Wikidata zu Pfarrkirche Saint-Grat (Q131318901)                      | Pfarrkirche Saint-Grat / Église paroissiale Saint-Grat KGS-Nr.: 17259                                        | B    | G   | Montana, Rue de la Pavia 4 603961 / 127339         |              |
| BW   | Datei hochladen · Wikidata zu Residenz «Les Michabelles» (Q131319107)                  | Residenz «Les Michabelles» / Résidence «Les Michabelles» KGS-Nr.: 17260                                      | B    | G   | Montana, Route du Manège 14 603755 / 128773        |              |